# اسخون‌هوفن
اسخون‌هوفن (به هلندی: Schoonhoven) یک منطقهٔ مسکونی در هلند است که در هلند جنوبی واقع شده‌است.
اسخون‌هوفن   ۳ متر بالاتر از سطح دریا واقع شده‌است.
اسخون‌هوفن جزئی است از بخش کریمپنروَرد. 

## پیشینه
در حدود سال ۱۲۲۰ کاخی در سمت شمالی رودخانه کوچک زِیفِندِر در نزدیکی ریزشگاه رودخانه لِک ساخته شد و روستای اسخون‌هوفن در نزدیکی این کاخ شکل گرفت. قدیمی‌ترین اشاره به اسخون‌هوفن در سندی از سال ۱۲۴۷ میلادی به چشم می‌خورد. اسخون‌هوفن در سال ۱۲۸۰ تبدیل به شهر شد.

## نگارخانه

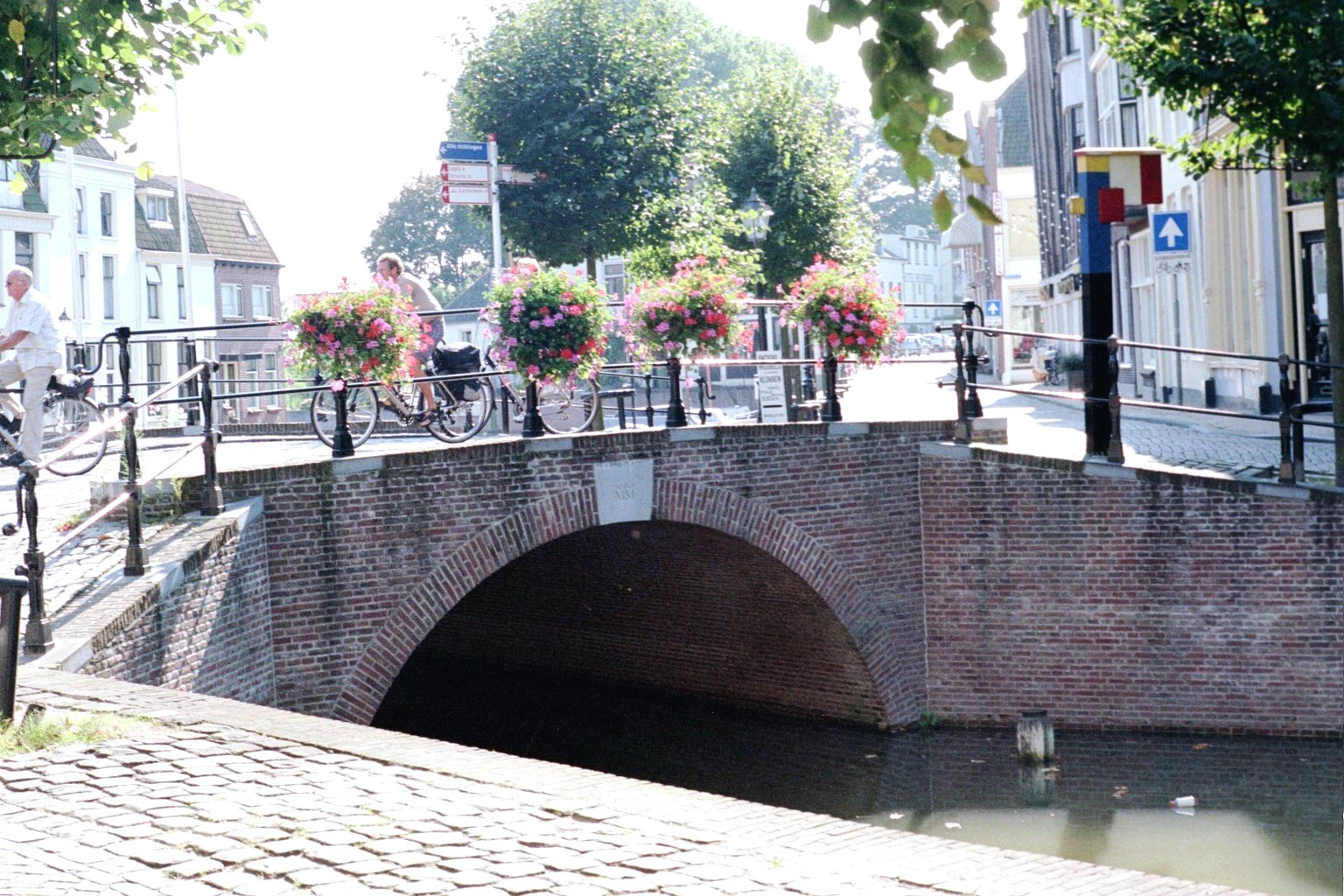
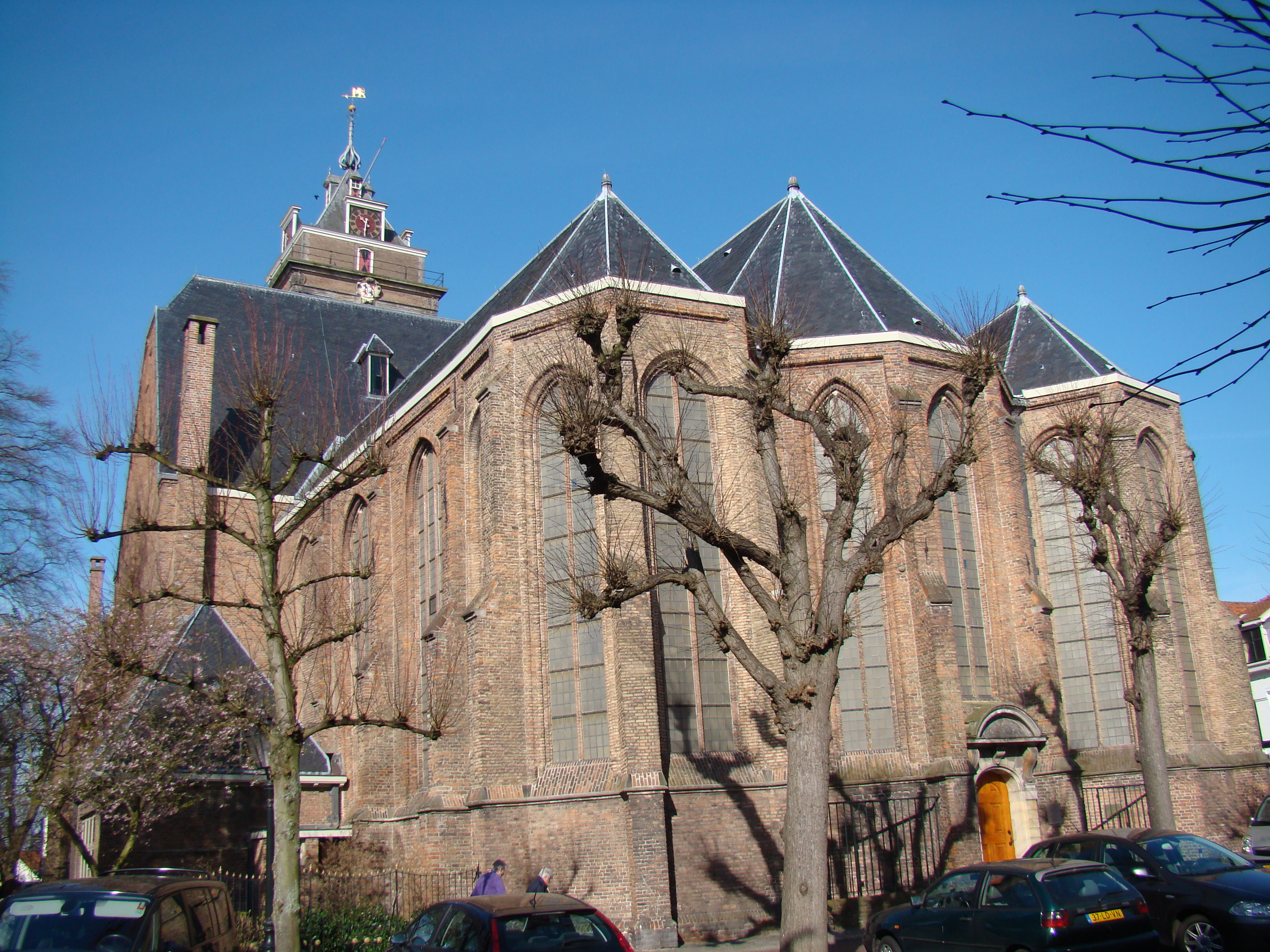
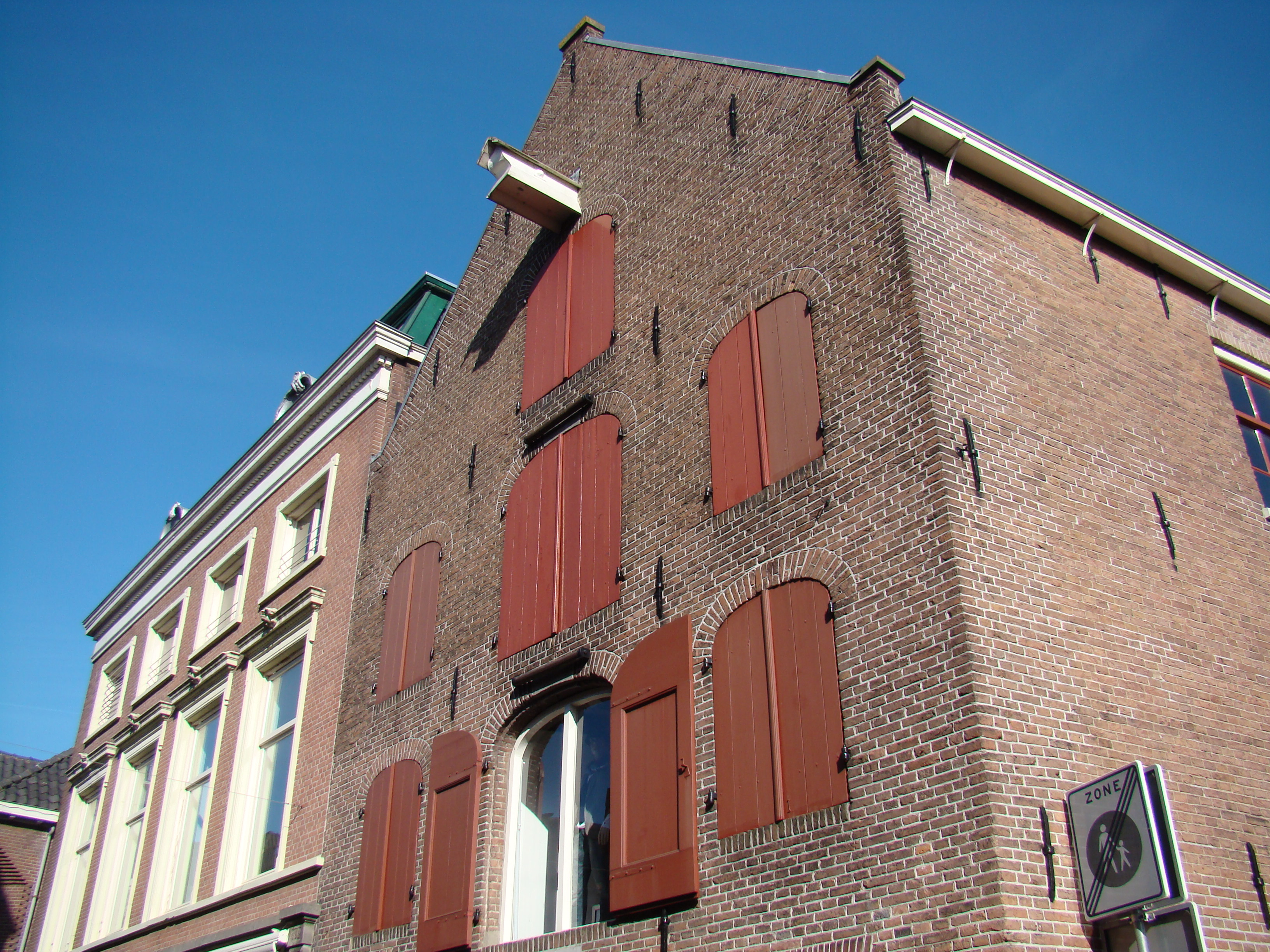
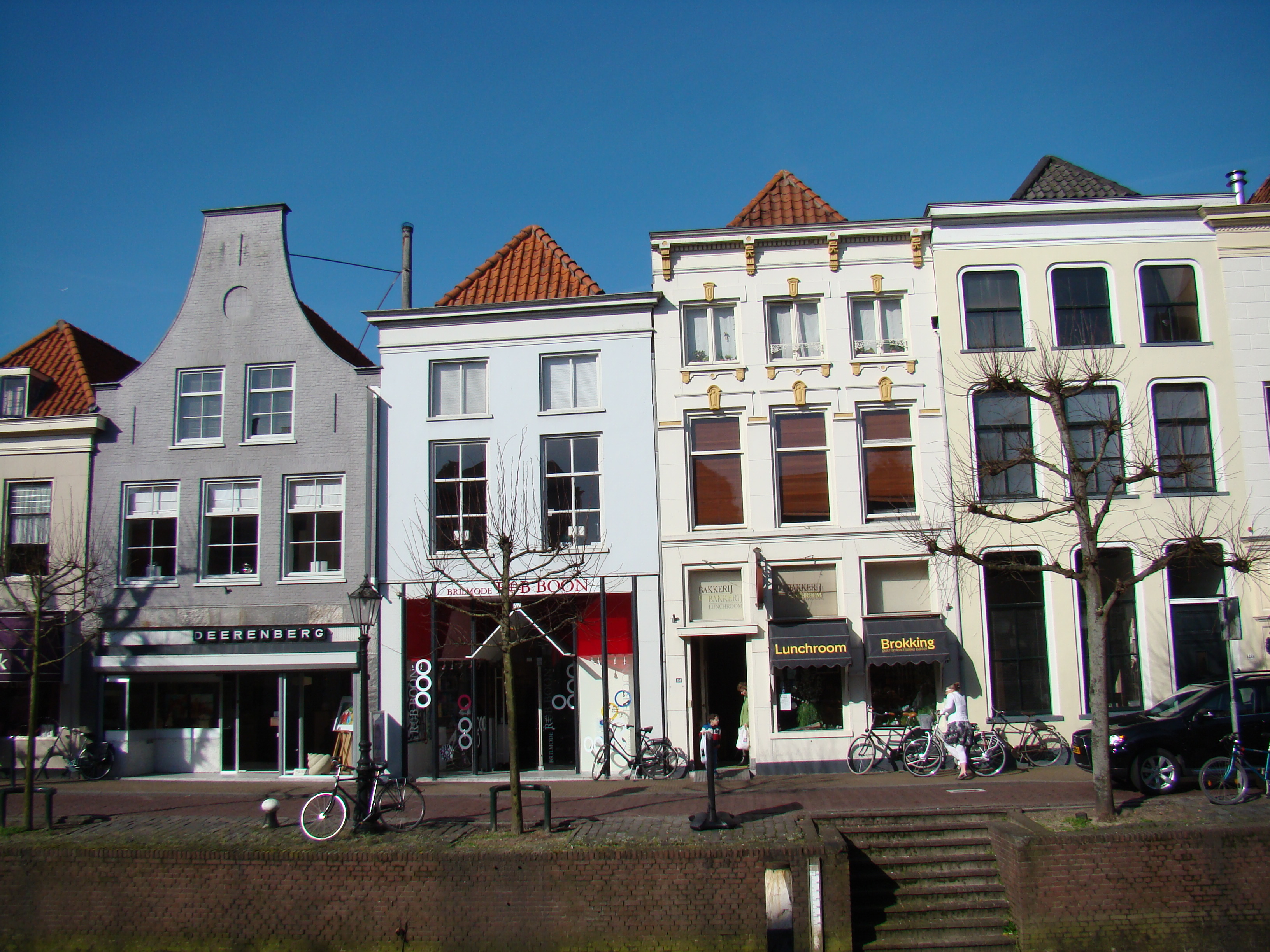
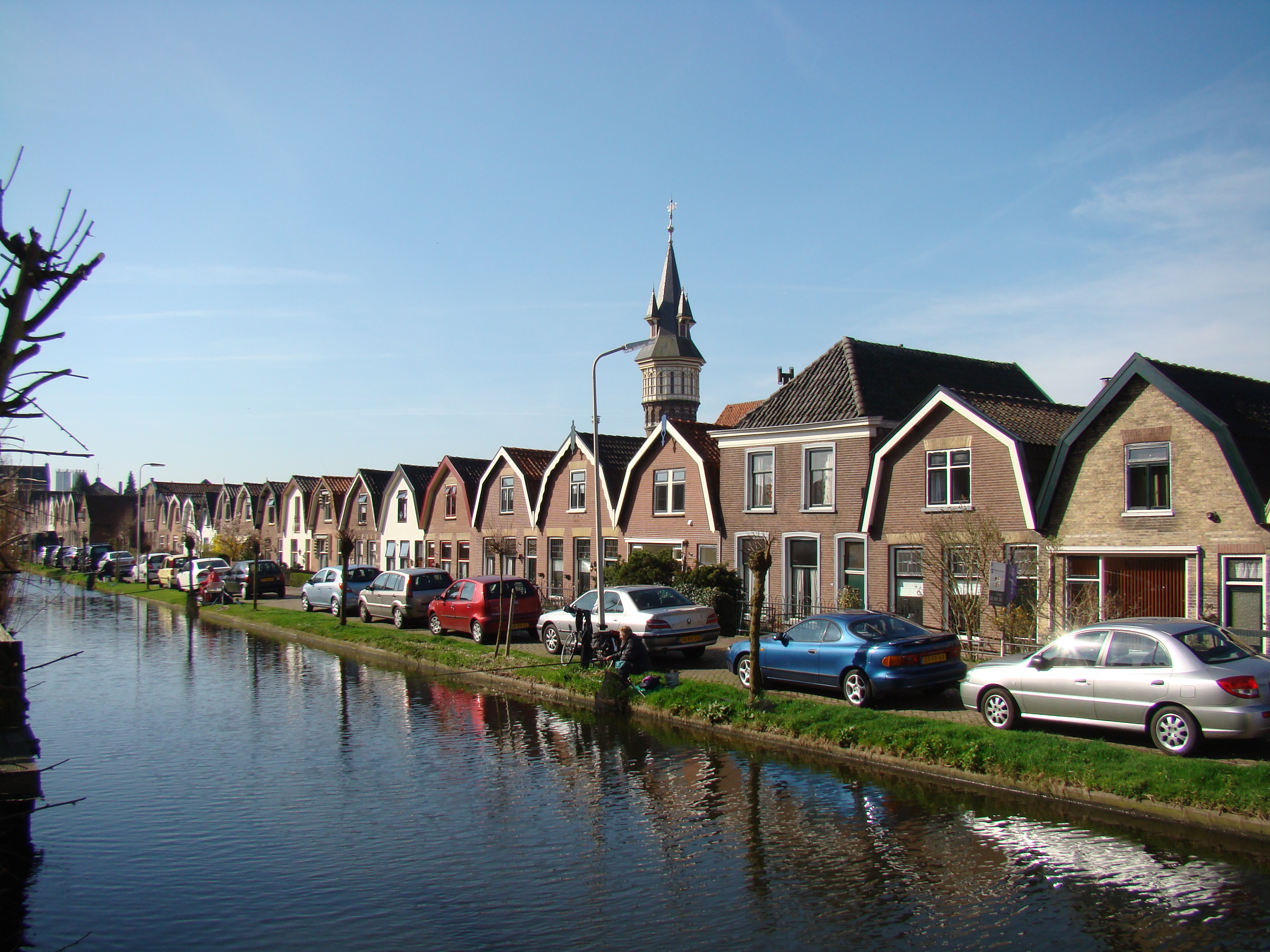
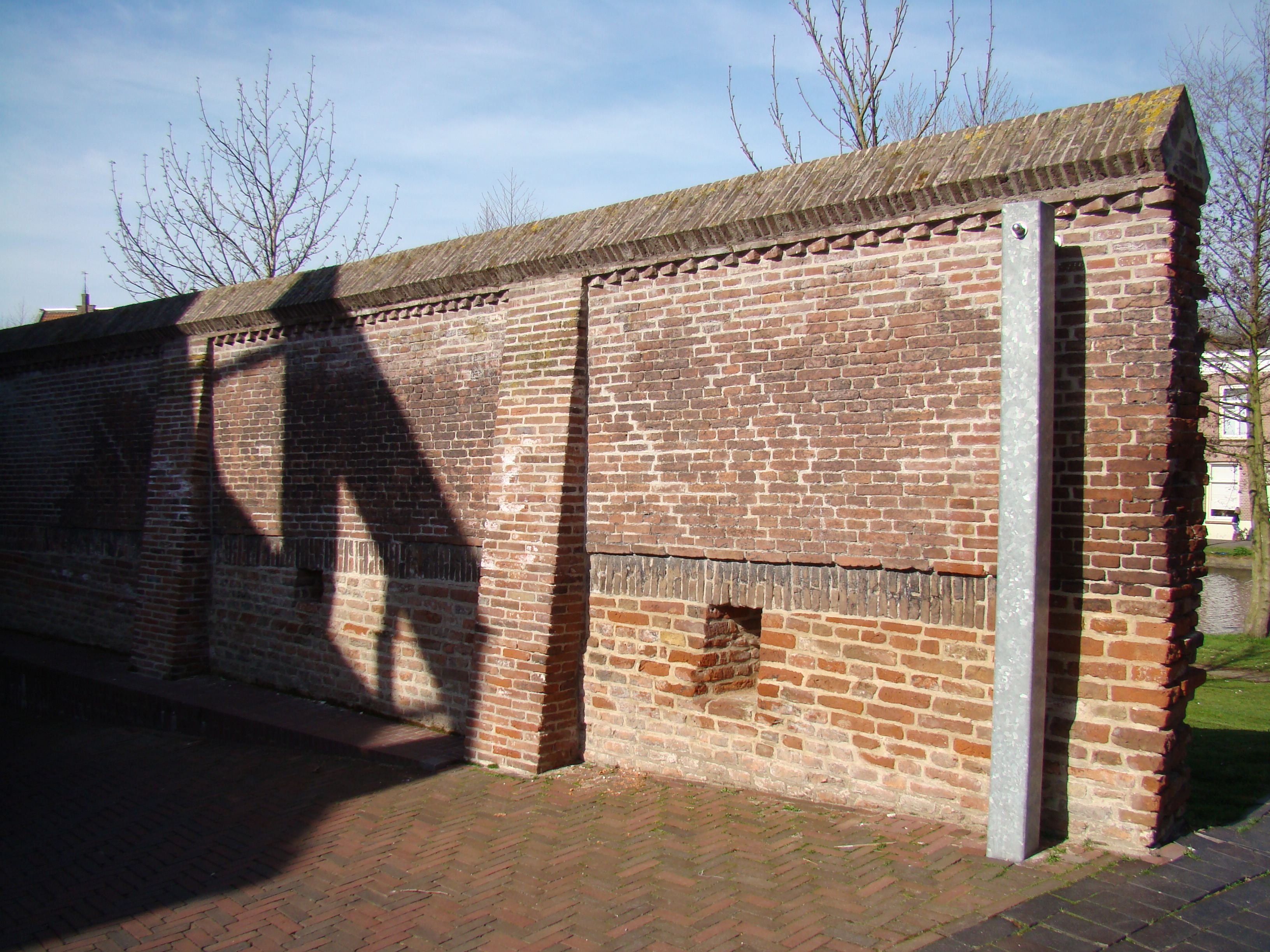
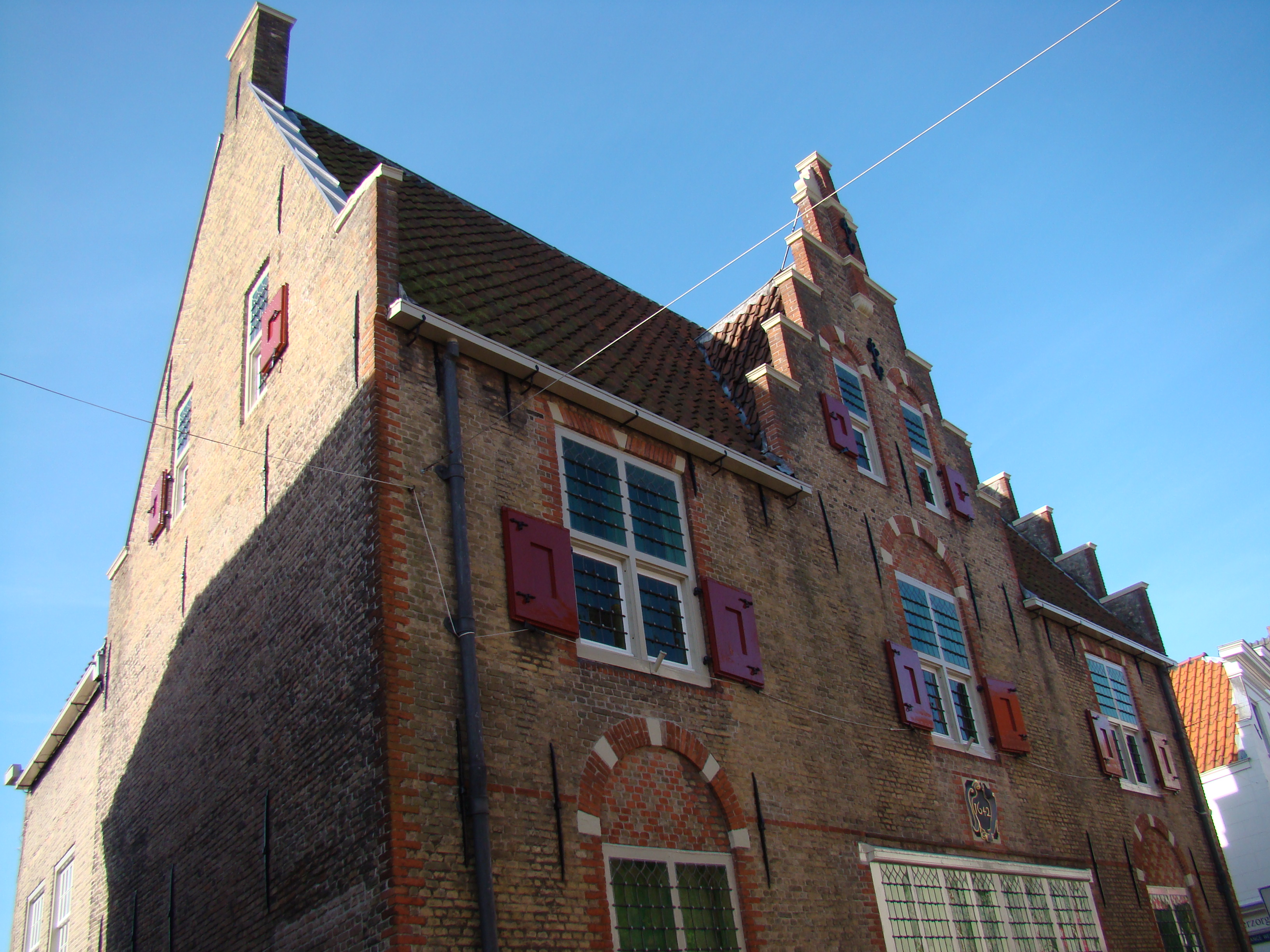
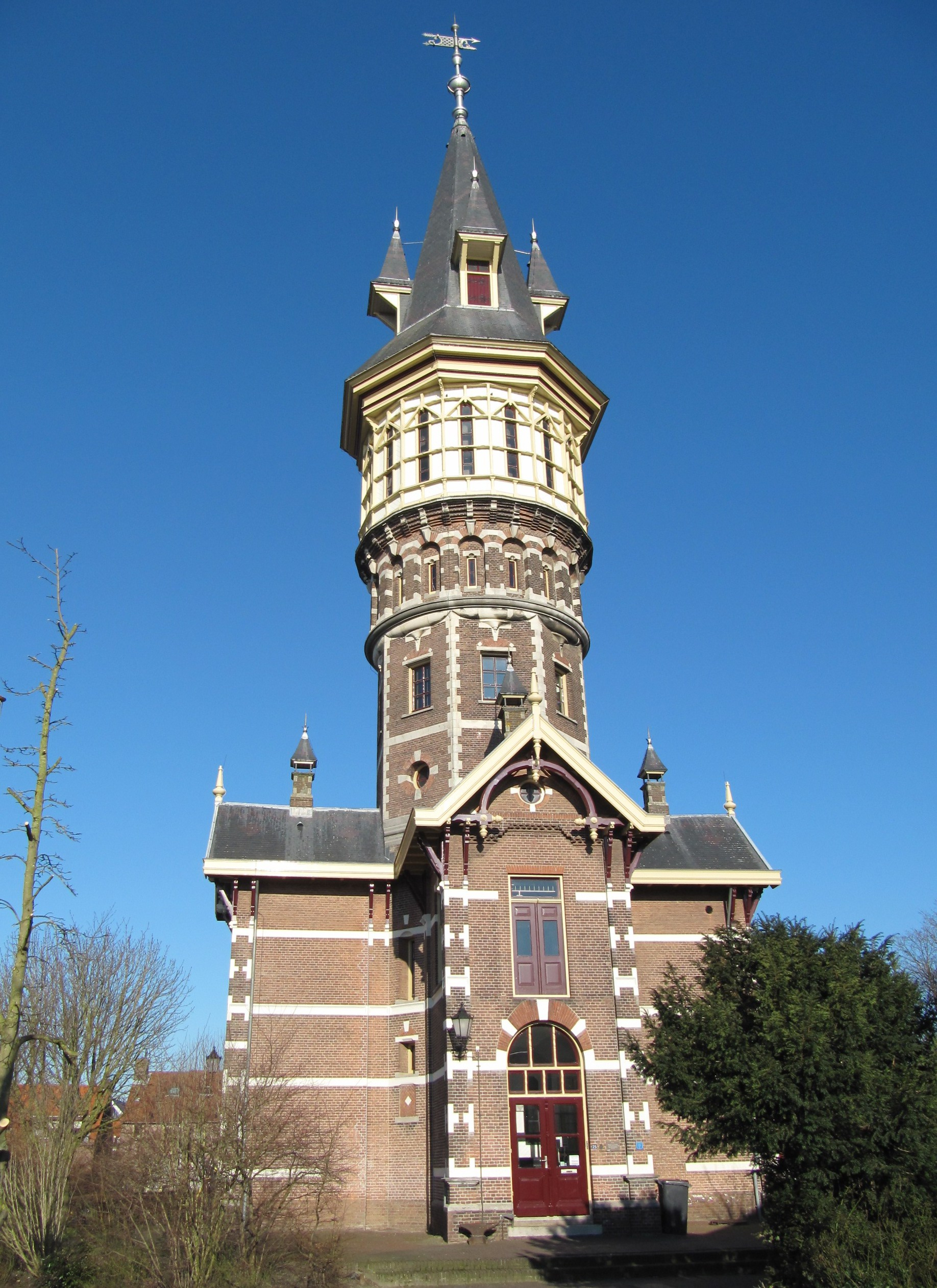
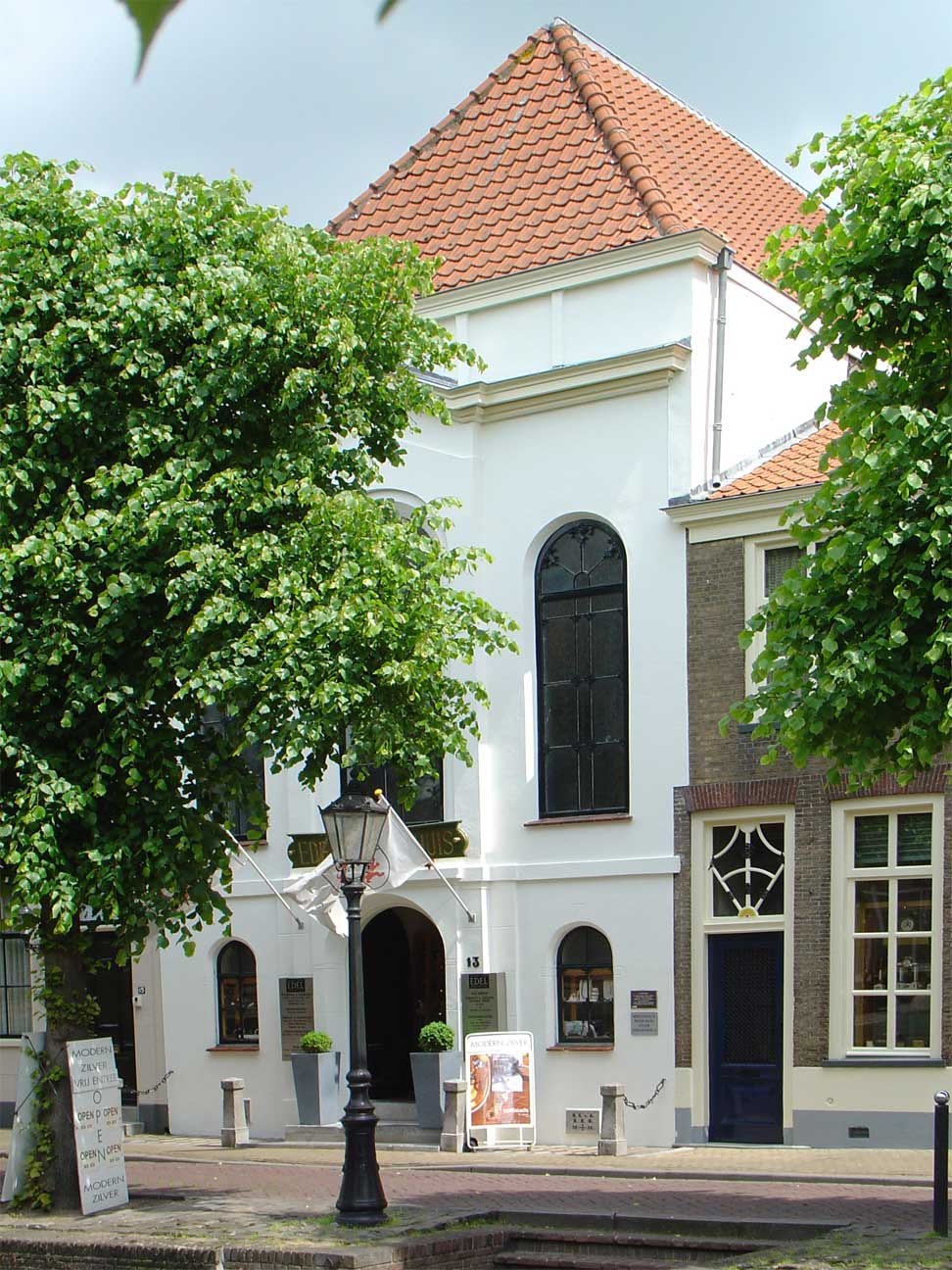
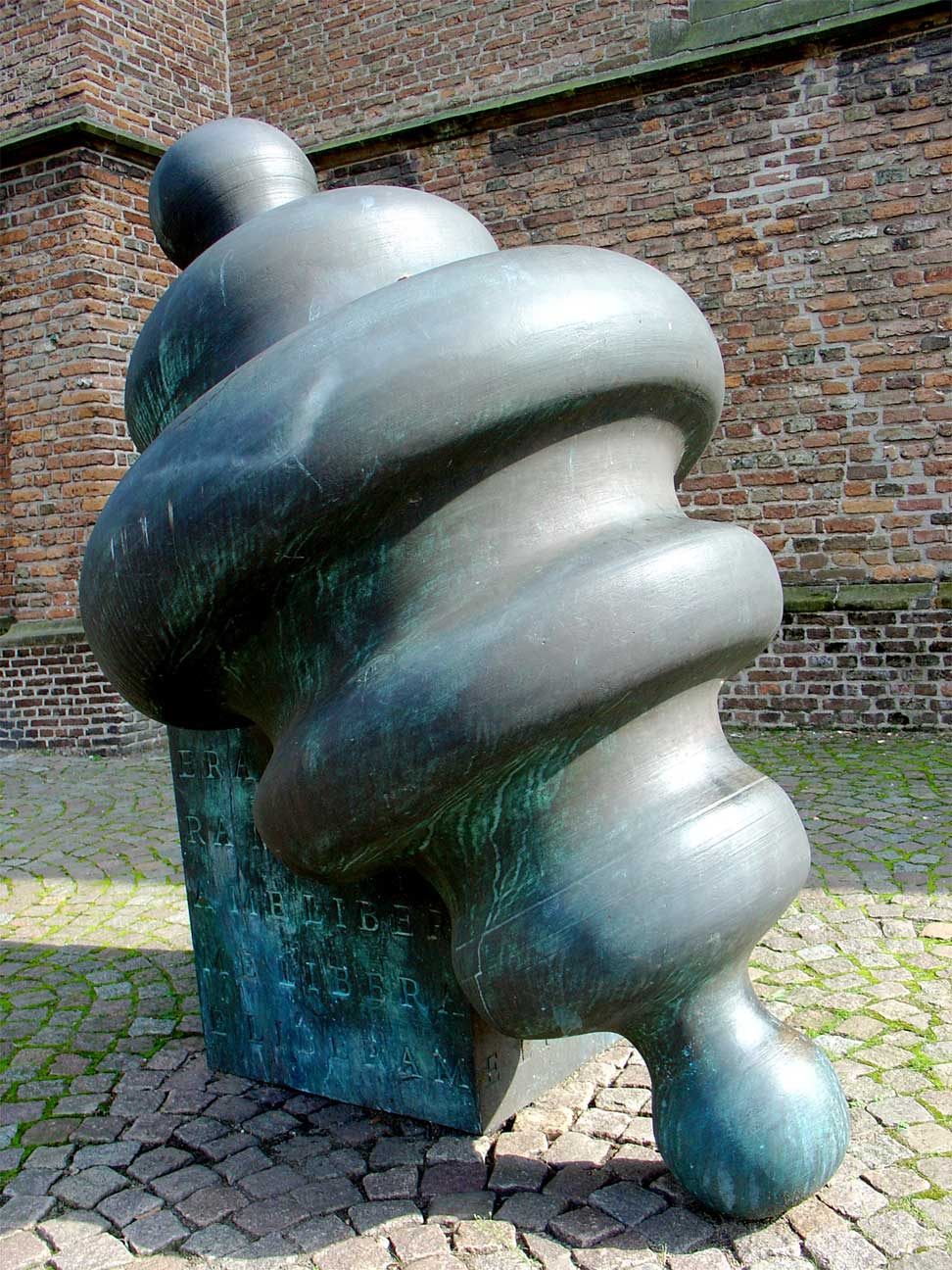
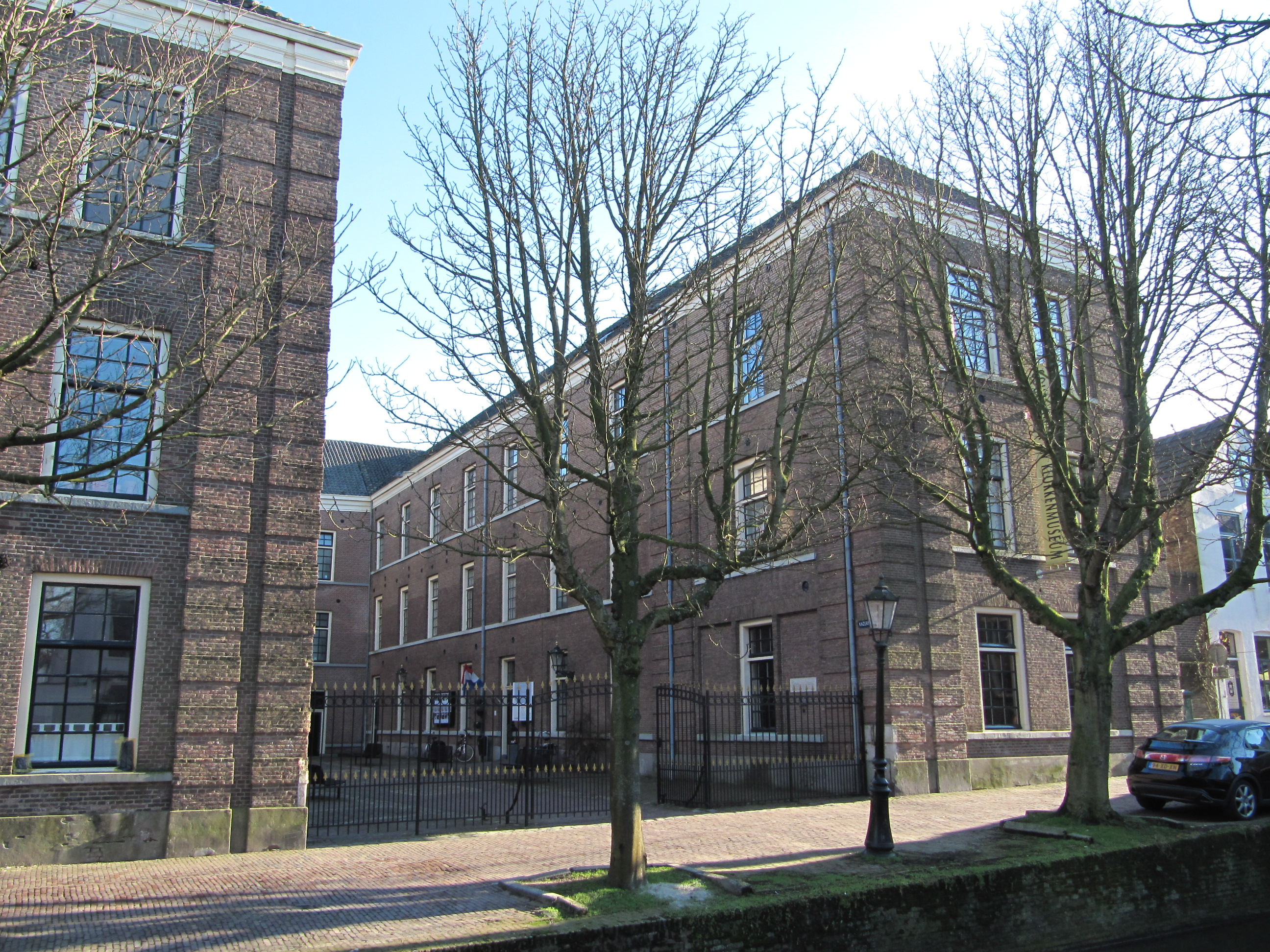